# Miriam Seegar
Miriam Seegar Whelan (Greentown, 1 de setembro de 1907 - Pasadena, 2 de janeiro de 2011) foi uma atriz norte-americana. Atuou em produções da época do cinema mudo.